# Cerkiew św. Aleksandry w Bad Ems
Cerkiew św. Aleksandry – parafialna cerkiew prawosławna w Bad Ems, wzniesiona w latach 1874–1876. Położona nad brzegiem rzeki Lahn.

## Historia

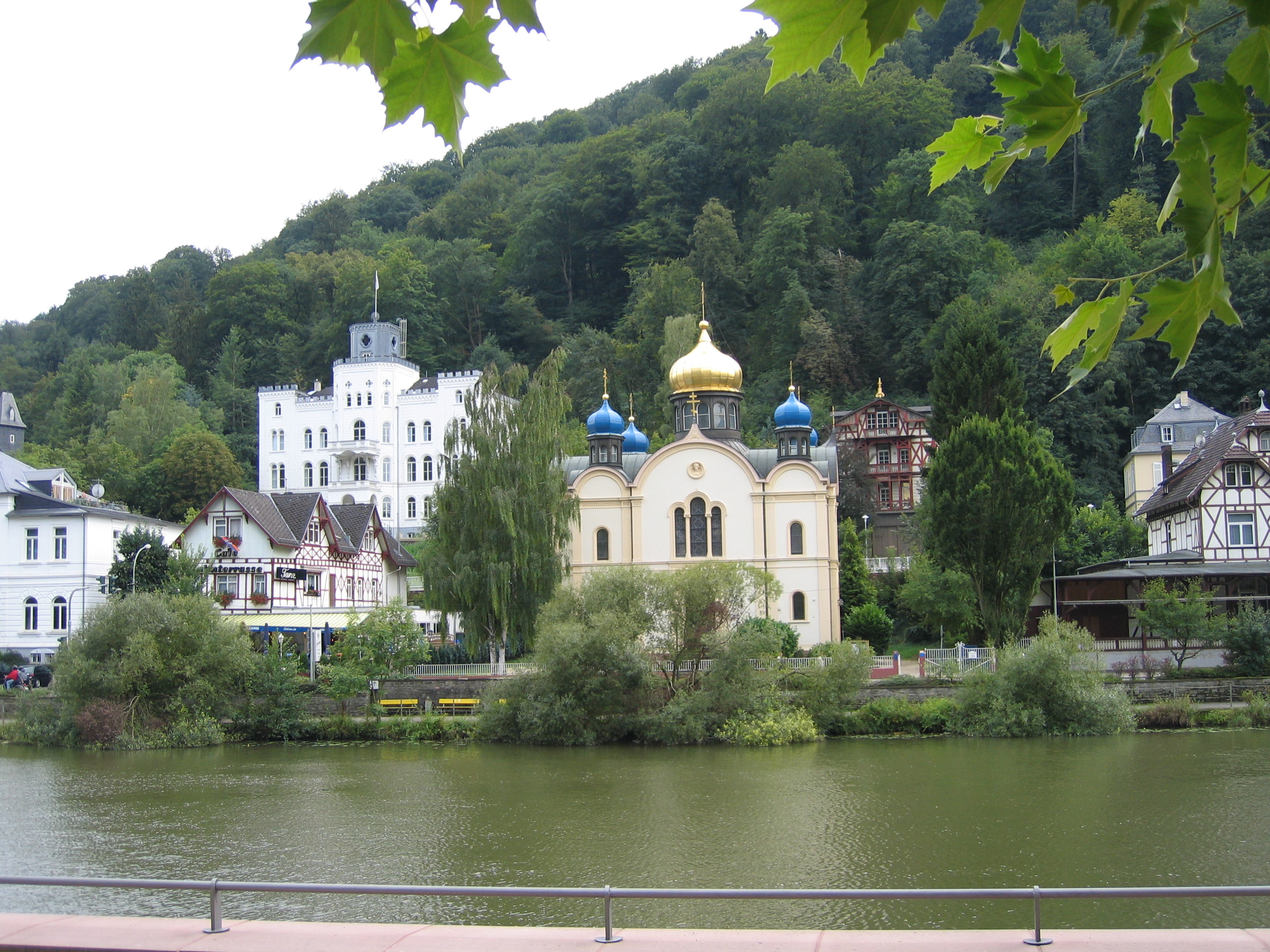
Widok cerkwi zza rzeki Lahn

Powstanie cerkwi było związane z coraz popularniejszymi wśród arystokracji rosyjskiej wyjazdami do uzdrowisk na terenie współczesnych Niemiec, do których należało Bad-Ems. Liczbę Rosjan, którzy w miesiącach letnich przebywali w Bad-Ems w latach 60. XIX wieku, szacuje się na kilkaset osób, w latach 80. tego samego stulecia – już na kilka tysięcy. W 1857 rosyjska społeczność miejscowości powołała komitet budowy stałej cerkwi prawosławnej. Opiekunką komitetu została caryca Aleksandra Fiodorowna, która przekazała na cel budowy ofiarę pieniężną oraz wykupiła działkę budowlaną dla przyszłej świątyni. Dalsze ofiary napływały od osób prywatnych, natomiast królowa wirtemberska Olga Nikołajewna Romanowa ufundowała ikonostas z ikonami napisanymi przez Karla von Neffa. W tym czasie nabożeństwa odbywały się tymczasowo w wynajętej sali w jednym z domów uzdrowiskowych. 
Zbiórka pieniędzy na budowę cerkwi uległa przyspieszeniu, kiedy na kuracje do Bad-Ems zaczął przyjeżdżać z rodziną car Aleksander II. Przekazał on na cele budowy brakującą jeszcze sumę pieniędzy. W 1874 miała miejsce uroczystość położenia kamienia węgielnego. Dwa lata później gotowa cerkiew została poświęcona. 
W czasie I wojny światowej parafia w Bad-Ems została zamknięta, podobnie jak inne cerkwie prawosławne na terenie Niemiec. Jej ponowne otwarcie miało miejsce dopiero w 1922 za sprawą starań rosyjskich emigrantów zbiegłych z Rosji po rewolucji październikowej. Cerkiew działała bez przeszkód do 1944, kiedy została ponownie zamknięta. Na nowo czynna jest od października 1946, pozostając w jurysdykcji Rosyjskiego Kościoła Prawosławnego poza granicami Rosji. 
Obiekt był remontowany w 1929, kiedy zniszczony dach został prowizorycznie odnowiony. Generalny remont budynek przeszedł w latach 70. XX wieku. 

## Architektura

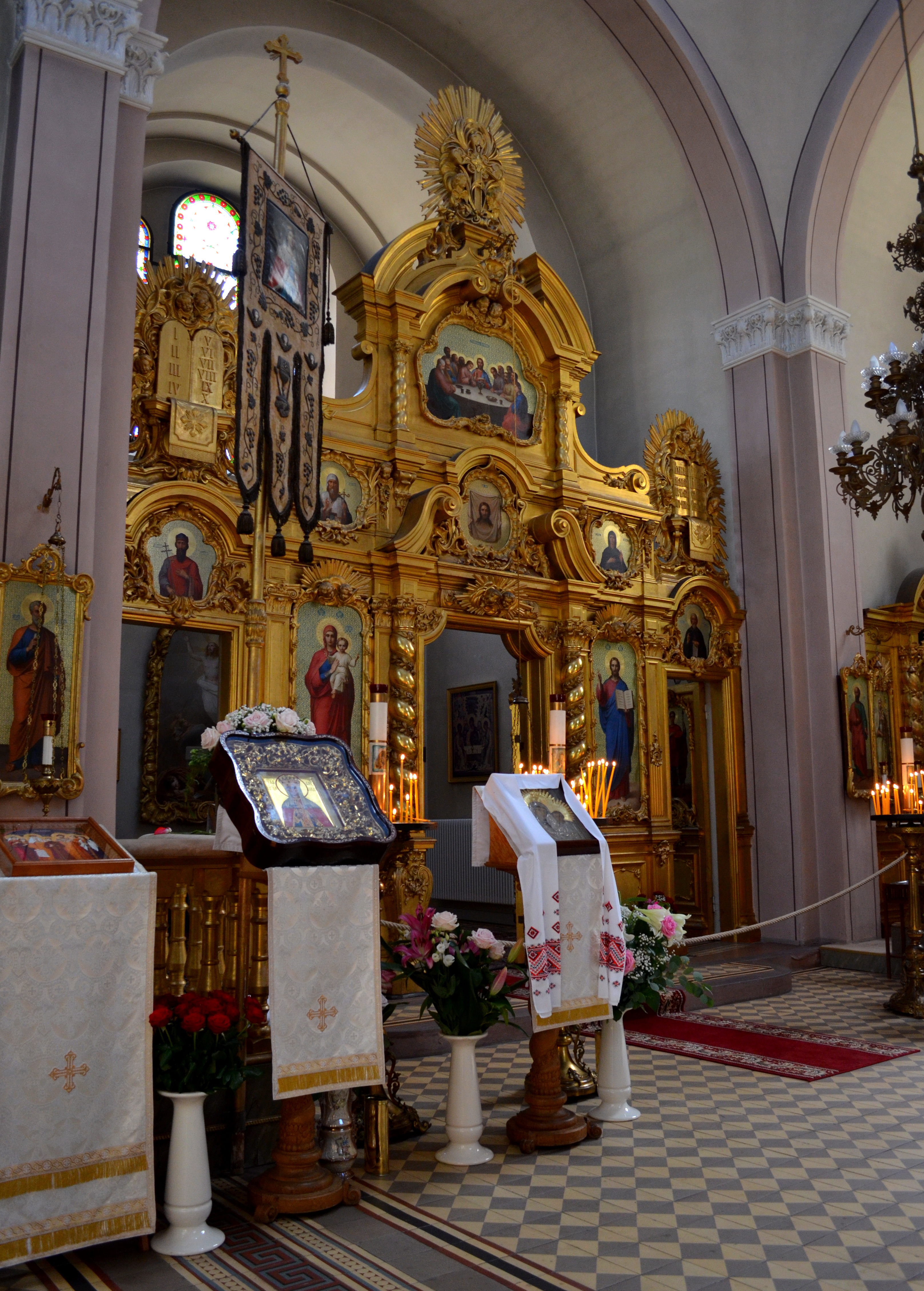
Ikonostas

Autorem projektu cerkwi był architekt z Nassau nazwiskiem Goldmann, pracami budowlanymi kierował Carl Werner. Budynek został wzniesiony w stylu bizantyjskim, przypominając w formie wcześniejszą ufundowaną przez Aleksandrę Fiodorownę cerkiew w Nicei. Obiekt jest wzniesiony na planie kwadratu, nakryty pięcioma cebulastymi kopułami zgrupowanymi wokół największej – centralnej. Jest ona złocona, pozostałe kopuły zostały pomalowane na niebiesko. Obiekt jest skromnie zdobiony z zewnątrz. Z każdej strony posiada w centralnym miejscu elewacji trzy półkoliste okna wypełnione witrażami. W cerkwi znajdowało się sześć dzwonów, zarekwirowanych w 1917 jako należące do wrogiego wobec Niemiec państwa.